# Jelle Banga
Jelle Tjeerds Banga (Franeker, 23 augustus 1786 - aldaar, 13 april 1877) was een geneesheer en burgemeester.

## Biografie
Banga was lid van de patriciaatsfamilie Banga en een zoon van de Friese patriot en vroedschap mr. Tjeerd Sijdses Banga (1741-1810) en diens tweede echtgenote Lieuwkjen Hendriks Coster (1756-1810). Hij trouwde in 1808 met Teatske van der Kooi (1787-1858) met wie hij tien kinderen kreeg, onder wie de rechter mr. Klaas Banga (1826-1911). Hij was de schoonvader van Eerste Kamerlid mr. Gijsbertus Schot (1810-1889), van burgemeester mr. Pieter Adama Zijlstra (1810-1863), van hoogleraar godgeleerdheid prof. dr. Evert Jan Diest Lorgion (1812-1876) en van burgemeester mr. Tjepke Mulier (1815-1883).
In 1807 promoveerde hij in de geneeskunde aan de Universiteit van Franeker. Hij werd daarna geneesheer, maar schreef ook een vermaarde geschiedenis van de geneeskunst. Van zijn ingrepen hield hij uitgebreide notities bij die in 1991 werden uitgegeven. Een studie over epidemische ziekten uit 1828 werd bekroond door de Provinciale Kommissie van Geneeskundig Onderzoek en Toevoorzigt in Noord Holland en vervolgens door die commissie uitgegeven. Hij was 50 jaar lid van de Provinciale Commissie voor Geneeskundig Onderzoek en Toezicht in Friesland (1815-1865).
Banga was curator van de Latijnse school en van 1811 tot 1813 maire van Franeker. Van die stad was hij van 1813 tot 1815 president-burgemeester, van 1824 tot 1844 gemeenteraadslid, daarna tot 1847 wethouder en opnieuw burgemeester van 1847 tot 1856. Hij was ook nog van 1814 tot 1850 lid van Provinciale Staten van Friesland.
Na zijn overlijden in 1877 werd zijn bibliotheek op 12 november daaropvolgend geveild te Leeuwarden.